# Carl Anton Wunsch

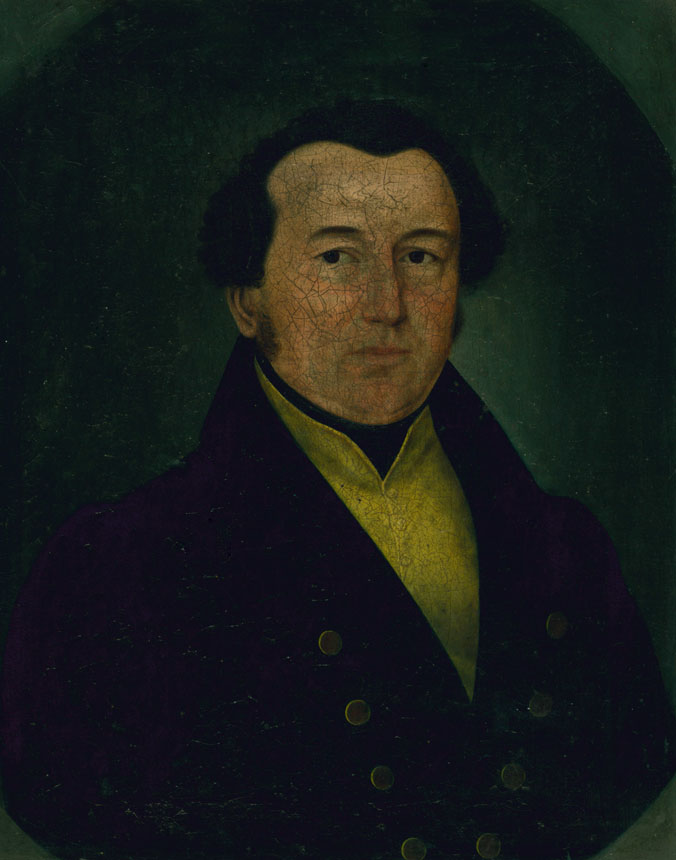
Carl Anton Wunsch (1790–1853)

Carl Anton Wunsch (* 17. April 1790 in Heiligenstadt; † 7. Juli 1853 ebenda) war ein deutscher Mediziner.

## Leben
Carl Anton Wunsch wuchs als Sohn von Anton Wunsch und seiner Ehefrau Margaretha, geborene Opfermann, in Heiligenstadt im Eichsfeld auf. Von 1801 an besuchte er das Gymnasium in Heiligenstadt und von 1809 studierte er Medizin in Göttingen, absolvierte das medizinisch-chirurgische Examen in Kassel und diente ein Jahr als Regimentsarzt im Königreich Westphalen. Nach der Völkerschlacht bei Leipzig leitete er ein preußisches Krankenhaus in Mühlhausen. Nach einer eigenen Typhus-Erkrankung wurde er dann Kreischirurg in Heiligenstadt und setzte ab 1818 seine Medizinstudien in Berlin fort, die er 1819 mit einer Dissertation bei dem Psychiater Johann Gottfried Langermann abschloss. Danach kehrte er zurück zu seiner Tätigkeit in Heiligenstadt, wo er von 1820 bis zu seinem Tod 1853 als Kreisphysikus wirkte. In seiner Amtszeit brach zweimal die Cholera aus.
In dieser Zeit publizierte er auch mehrere fachwissenschaftliche Artikel im Bereich der Psychiatrie.
Am 3. Januar 1827 heiratete Carl Anton Wunsch die Freiin Florentina Magdalena von Kleist (* 2. Februar 1806 in Salzkotten; † 5. Juli 1867 in Heiligenstadt) in der St.-Stephanus-Kirche in Beckum. Florentina war die Tochter des Freiherrn Friedrich Clemens August von Kleist (1786–1859) und seiner Ehefrau Maria Josepha, geborene Allard (1774–1851), die zum katholischen Zweig der Familie von Kleist gehörten. Florentina war damit eine Ururenkeltochter des kurkölnischen Generalleutnants Ewald von Kleist (1667–1764) und seiner Ehefrau Maria Anna, geborene Freiin von Manteuffel.
Aus der Ehe von Carl Anton Wunsch und seiner Ehefrau Florentina gingen mindestens zwei Töchter hervor. Die Tochter Berta Wunsch (1839–1897) wurde die spätere Ehefrau des Rechtskonsulenten Friedrich Fuldner in Heiligenstadt. Der gemeinsame Sohn, der Dichter und Jurist Fritz Fuldner, war damit ein Enkelsohn von Carl Anton Wunsch.

## Literarische Nachwirkung
Fritz Fuldner hat in einem Gedicht das Kennenlernen seiner Großeltern mütterlicherseits festgehalten. Dem Gedicht nach war Friedrich Clemens August von Kleist Rittmeister im Dienste des Königs und wurde von seiner Tochter Florentina begleitet, als diese sich bei einem Reitunfall den Fuß verletzte und er sie in der Obhut des Kreischirurgen Carl Anton Wunsch zurücklassen musste, der dann schließlich ihr Ehemann wurde. Ein Auszug:

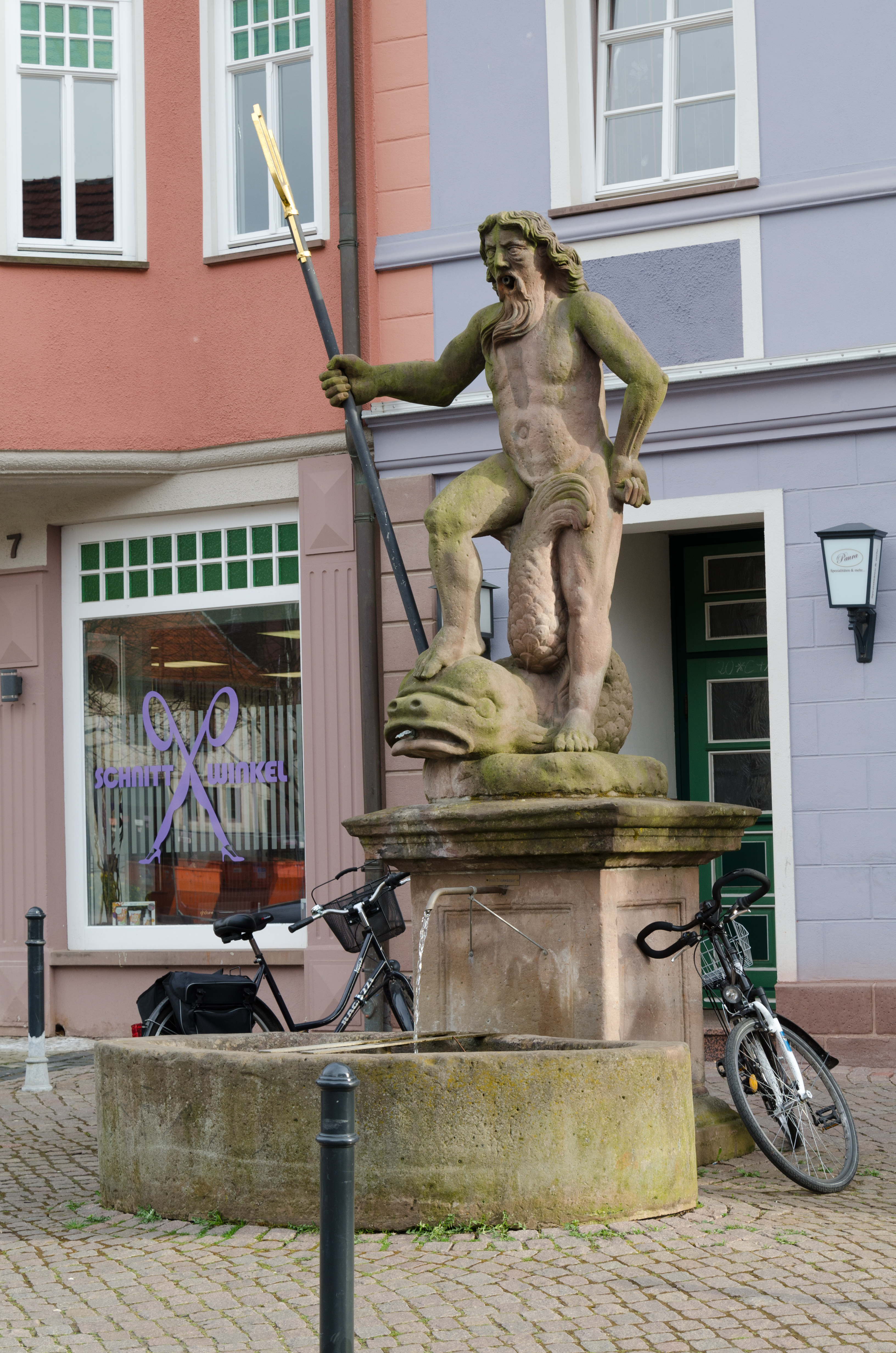
Neptunbrunnen, Marktplatz, Heiligenstadt

   Mit seiner Tochter kehrt beim Abendschein

   Ein Junker in das stille Städtchen ein.

   Man reiste anders als man heute reist:

   Das Baroneßchen ritt wie Vater Kleist,

   Sie ritt ein weißes Rößlein, das sonst klug

   Und stolz und sicher seine Herrin trug.

   War’s eine Kinderschar, war’s ein Gesicht,

   Das seine Ruh gestört – ich weiß es nicht –,

   Am Markt beim Brunnen, wo mit ernstem Gruß

   Neptun winkt mit seinem Dreizack, stieg’s zum Himmel,

   Es strauchelt, fällt, und unter seinem Schimmel,

   Lag’s Baroneßchen mit gebrochnem Fuß.

   Ein harter Fall. Der Gasthof nimmt sie auf.

   Man schickt zum Arzt. Er kommt im eil’gen Lauf,

   Ein junger Arzt noch, hübsch mit krausem Haar,

   – Sein Bild, das ich besitze, zeigt ihn klar –

   Das Fräulein wimmert. Ihren kleinen Schuh

   Trennt er vom Fuß und prüft sein ärztlich Können:

   „Ein schlimmer Bruch. Hier hilft nur Schonung, Ruh.“

   „Dir Ruhe“ poltert Kleist, „die wollt' ich ihr schon gönnen,

   Doch, Herr, wir haben’s eilig, als Kurier

   In Königs Diensten bin ich heute hier

   Und morgen muß ich weiter. Schnell, schafft Rat.“

   Der Doktor lächelt fein: „Ja, in der Tat,

   Der Herr Kurier verlangt ein schnell Kurieren,

   Doch darf selbst er nicht die Gedult verlieren.“

   Kleist stutzt und blickt den Doktor strafend an:

   „Herr, keine Witze, wenn ich bitten darf.“

   Doch auch des Doktors Auge blitzt jetzt scharf

   Den anderen an: „Ich tue, was ich kann.

   Gefällt mein Rat euch nicht“ – Doch bittend fliegt

   Ein Blick aus Leonorens Augen,

   Der leise sagt: „Wie wenig Männer taugen,

   Sich zu verständigen, wenn Stolz Vernunft besiegt.“

## Werke
- De capitis laesionibus, quae trepanationem exigunt, addita pueri trepanationis ope feliciter sanati historia, Dissertation, verteidigt am 8. Juni 1819, Berlin (inkl. Curriculum Vitae).
- Gutachten über eine Mania transitoria einer Wöchnerin, Zeitschrift für die Staatsarzneikunde 10 (3) 115–135, 1830 (mit Strecker).
- Fall von Dämonomanie, Kritisches Repertorium für die gesammte Heilkunde 29, 277–278, 1831.